# Written on Her
Written on Her è un singolo del rapper statunitense Birdman e del cantante britannico Jay Sean, pubblicato nel 2009 come estratto dall'album Priceless.

## Descrizione
Prodotta dal duo di produttori discografici Oddz N Endz, vede la collaborazione del cantante R&B britannico di origini indiane Jay Sean, allora da poco scritturato dalla Cash Money Records, che, assieme a Birdman, è anche l'autore del testo della canzone.
Written on Her campiona il remix, realizzato da Deadmau5, del singolo The Longest Road di Morgan Page con Lissie. La canzone ha fatto la sua prima apparizione durante un'intervista a Birdman e Jay Sean su Westwood Radio 1, mentre il 23 giugno 2009 è stata pubblicata su iTunes per il download digitale.
Nella classifica di Billboard ha conseguito risultati piuttosto modesti, all'infuori della Hot Rap Tracks dove ha raggiunto la posizione n.17.
Il remix ufficiale include in aggiunta le strofe di Flo Rida e Mack Maine ed è contenuto nella versione deluxe dell'album.

## Videoclip
Il videoclip ha fatto la sua première su YouTube il 14 agosto 2009 e il mese dopo, precisamente a partire dal 22, emittenti televisive come MTV, MTV2 o BET cominciarono a trasmetterlo.
È stato girato insieme a quello di Down di Jay Sean e quindi allo stesso modo nell'Hedsor House, un'imponente magione privata situata nel Buckinghamshire. Le modelle britanniche Bianca Simmone e Maysoon Shaladi fanno un'apparizione nel video.

## Classifica
La settimana dell'8 settembre 2009 la canzone ha fatto il suo Hot Shot Debut nella Hot Rap Tracks alla posizione n.21. Quella dopo è salita alla n.19, per poi raggiungere la n.17 nella settimana del 24 settembre 2009.
| Classifica (2009)               | Posizione massima |
| ------------------------------- | ----------------- |
| U.S.A. Billboard Hot Rap Tracks | 17                |